# Pedro de Ampudia

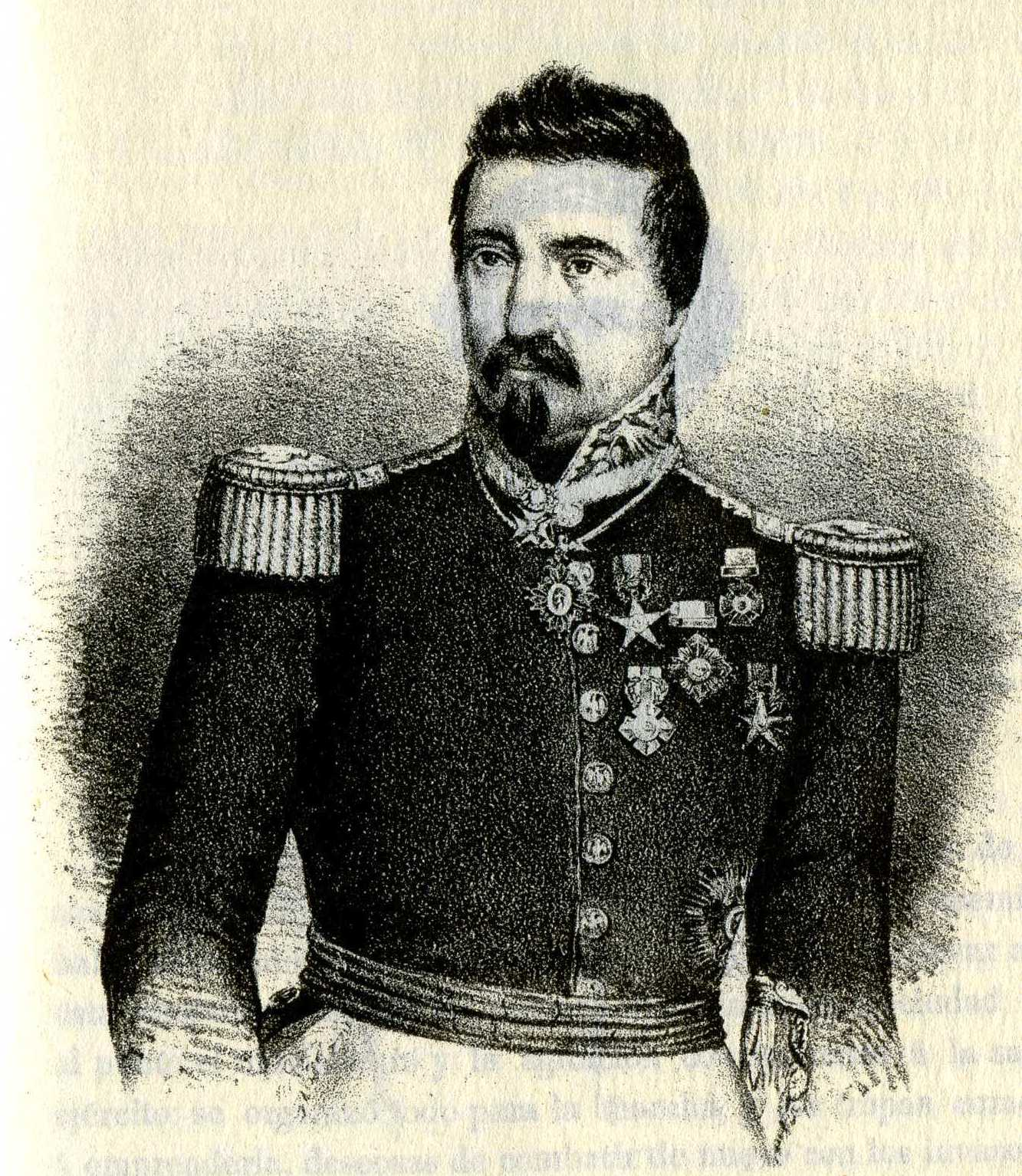
Pedro de Ampudia zur Zeit des Mexikanisch-Amerikanischen Kriegs

Pedro de Ampudia (* 1803 in Kuba; † 1868 in Mexiko) war ein Offizier in der spanischen und dann später in der mexikanischen Armee. Ferner war er zeitweise der Oberbefehlshaber der mexikanischen Nord-Armee.

## Leben
Pedro de Ampudia wurde 1803 in Kuba geboren.
Ampudia begann seine Karriere in der spanischen Armee und wanderte dann nach dem Mexikanischen Unabhängigkeitskrieg nach Mexiko ein. Während er 1836 noch als Offizier in der mexikanischen Artillerie bei der Schlacht um Alamo diente, war er später bei der Schlacht von San Jacinto schon Kommandeur der Truppen. Während der Grenzgefechte mit Texas in den frühen 1840er wurde Ampudia niemals besiegt und dafür von seinen Feinden über die Grenze hinaus hoch geachtet.
Er wurde 1846 im Mexikanisch-Amerikanischen Krieg zum Oberbefehlshaber der mexikanischen Nord-Armee ernannt und erst nach der brutalen öffentlichen Exekution eines regionalen Guerillaanführers, die auf seinen persönlichen Befehl stattgefunden hatte, als Kommandant abgelöst.
Als ein conservador (ein Mitglied der mexikanischen konservativen Fraktion) wurde Ampudia schnell ins Stabslager seines liberalen Kontrahenten, General Mariano Arista, versetzt. Schon bei der Schlacht von Palo Alto kritisierte Ampudia Arista für jenes, was er als „inakzeptablen taktischen Pfusch“ ansah und führte seine Kritik bei der Schlacht von Resaca de la Palma fort, eine Niederlage, die Arista ihm zu Teil anlastete.
Während des langen Rückzugs in den Süden wurde Ampudia zum Oberbefehlshaber der Nord-Armee ernannt, rechtzeitig um die mexikanischen Truppen bei der Schlacht von Monterrey zu kommandieren. Trotz der Befehle von Antonio López de Santa Anna, dass er sich nach Saltillo zurückziehen sollte, stand Ampudia stattdessen vor Monterrey und informierte Santa Anna folgendermaßen:
„Die Männer werden keinen weiteren Rückzug angesichts der Feinde machen.“
Nach einer geschickten Verteidigung der Stadt musste Ampudia, da seine Armee übel zugerichtet war, die weiße Fahne schwenken und abziehen, obwohl ein Teil der amerikanischen Linien an etlichen Stellen eingebrochen war. Seine Absprache mit Zachary Taylor erlaubte der Nord-Armee, ihre Waffen zu behalten, jedoch mussten sie so weit wie möglich in den Süden marschieren und jegliche weitere Offensive für die nächsten drei Monate unterlassen. Bei Saltillo versuchte Ampudia eine Verteidigungslinie ähnlich derjenigen bei Monterrey zu errichten, jedoch wollten die Einwohner der Stadt nichts davon wissen. Sein Fehlschlag bei der Verteidigung der Stadt führte zu seiner Ablösung durch Santa Anna, und wie sein Vorgänger Arista verbrachte Ampudia die meiste Zeit des Krieges mit Verwaltungsaufgaben, obwohl er 1847 Teile der mexikanischen Artillerie bei der Schlacht von Buena Vista kommandierte.
Ungeachtet seines umstrittenen Rückzugs bei Monterrey verblieb Ampudia in mexikanischen Volksmund weit verbreitet als „der einzige Mann, der Taylor besiegen konnte“. Nach dem Krieg wandelte sich Ampudias politische Gesinnung allmählich zum Liberalen hin, so dass er Präsident Benito Juárez während der französischen Intervention in Mexiko unterstützte und mit beachtlicher Tapferkeit und Fähigkeit als Kommandeur der liberalen Ost-Armee diente, bei deren Kommando er ernsthaft verwundet wurde.
Pedro de Ampudia verstarb 1868 (womöglich durch Komplikationen, die von seiner Kriegsverletzung verursacht wurden) und wurde in Panteón de San Fernando beigesetzt.